# Тайпусам
Тайпусам (там. தைப்பூசம்) — индуистский праздник, отмечаемый тамильцами в день полнолуния месяца тай по тамильскому календарю (январь/февраль). На языке малаялам праздник называется тайпуям. В ходе фестиваля индуисты празднуют мифологическое событие передачи Парвати тамильскому богу войны Муругану копья, с помощью которого он убил демона Сурападмана. Существует также неверная трактовка праздника как годовщины рождения Муругана, которое выпадает на тамильский месяц вайкаси (май/июнь).
В ходе фестиваля проводится обряд поклонения Муругану, частью которого является танец кавади. Кавади совершается в знак благодарности Муругану и как прошение о защите и помощи. В городе Палани в штате Тамил-Наду (где расположен крупнейший в мире храм Муругана) в день фестиваля тайпусам танец кавади совершают около 10 тыс. индуистов. Палани является крупнейшим местом паломничества в Тамил-Наду, которое ежегодно посещают около 7 млн паломников.
Праздник также отмечается индуистами в Малайзии, Сингапуре, Маврикии. В Малайзии является также государственным праздником и наиболее массово отмечается в Куала-Лумпуре, где паломники проходят путь от храма Шри Маха Мариаммана к священным для индуистов Пещерам Бату.

## Галерея
- Праздник Тайпусам в Малайзии
- Праздник Тайпусам в Малайзии
- Праздник Тайпусам в Малайзии